# Films américains sortis en 1920

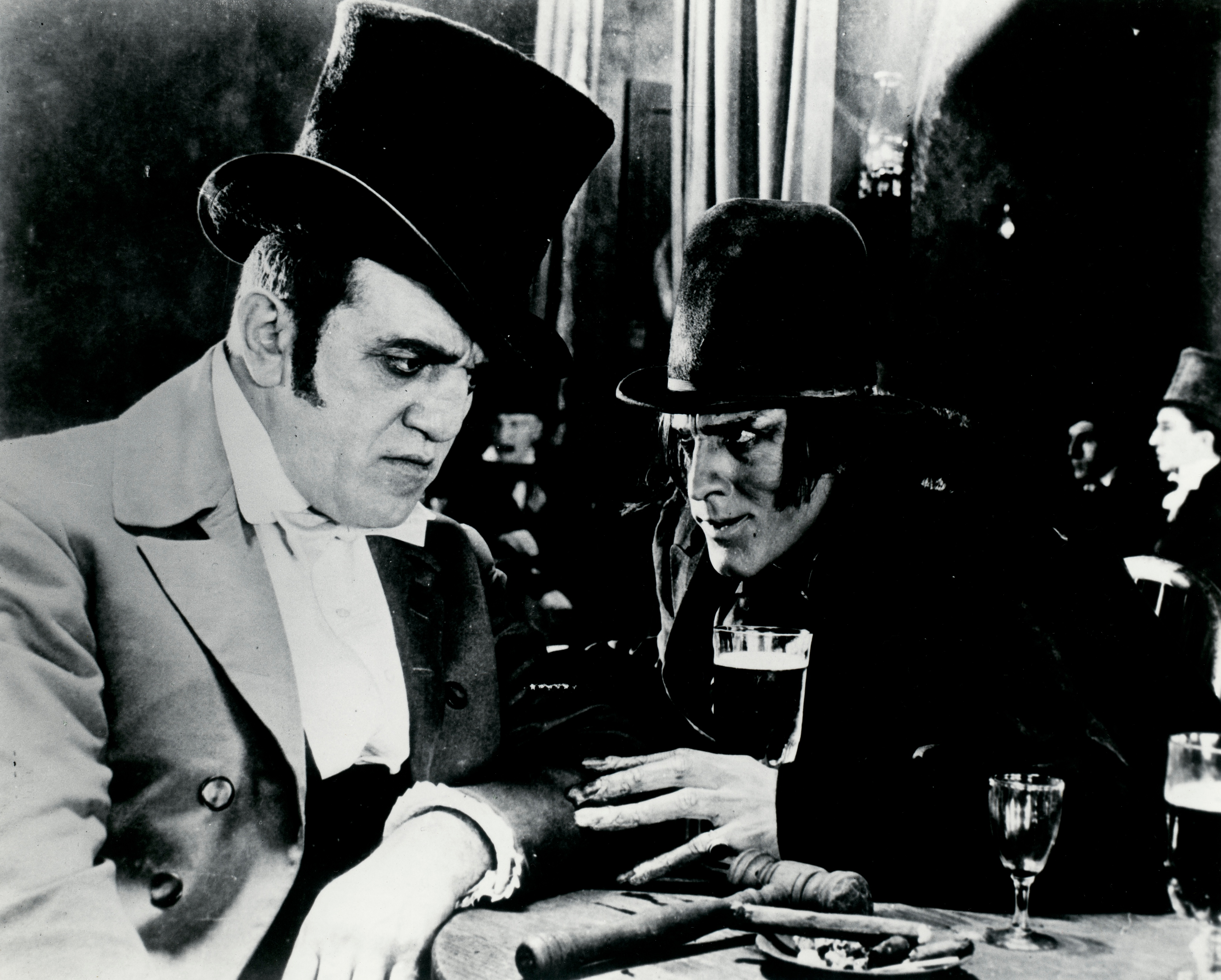
Dr. Jekyll and Mr. Hyde avec John Barrymore à droite dans le rôle de Hyde

Listes de films américains
- 1916
- 1917
- 1918
- 1919
- 1920
- 1921
- 1922
- 1923
- 1924

Liste (non exhaustive) de films américains sortis en 1920.

## A–Z (par ordre alphabétique des titres en anglais)
| Titre                                   | Réalisateur                      | Distribution                         | Genre                   | Notes                                  |  |
| --------------------------------------- | -------------------------------- | ------------------------------------ | ----------------------- | -------------------------------------- |  |
| The $1,000,000 Reward                   | George Lessey                    | Coit Albertson                       |                         |                                        |  |
| Among Those Present                     |                                  | Harold Lloyd                         | Comédie                 |                                        |  |
| The Big Catch                           | Leo D. Maloney                   | Hoot Gibson                          | Western                 |                                        |  |
| The Brand Blotter                       |                                  | Hoot Gibson                          | Western                 |                                        |  |
| The Broncho Kid                         | Mack V. Wright                   | Hoot Gibson                          | Western                 |                                        |  |
| The Champion Liar                       | Hoot Gibson                      | Hoot Gibson                          | Western                 |                                        |  |
| A Child for Sale                        | Ivan Abramson                    | Gladys Leslie, Creighton Hale        | Mélodrame               |                                        |  |
| Cinders                                 | Edward Laemmie                   | Hoot Gibson                          | Court métrage           |                                        |  |
| The Common Sin                          |                                  | Rod La Rocque, Nita Naldi            |                         |                                        |  |
| Convict 13                              | Edward F. Cline, Buster Keaton   | Buster Keaton                        | Comédie                 |                                        |  |
| The Copperhead                          | Charles Maigne                   | Lionel Barrymore, Doris Rankin       | Drame historique        |                                        |  |
| The Devil's Pass Key                    | Erich von Stroheim               | Sam de Grasse, Mae Busch             | Drame                   |                                        |  |
| Double Danger                           | Albert Russell                   | Hoot Gibson                          | Western                 |                                        |  |
| Dr. Jekyll and Mr. Hyde                 | John S. Robertson                | John Barrymore                       | Film d'horreur          |                                        |  |
| An Eastern Westerner                    | Hal Roach                        | Harold Lloyd                         | Comédie                 |                                        |  |
| Fight It Out                            | Albert Russell                   | Hoot Gibson                          | Western                 |                                        |  |
| The Fightin' Terror                     | Hoot Gibson                      | Hoot Gibson                          | Western                 |                                        |  |
| A Gamblin' Fool                         | Leo D. Maloney                   | Hoot Gibson                          | Western                 |                                        |  |
| The Garage                              | Fatty Arbuckle                   | 'Fatty' Arbuckle, Buster Keaton      | Comédie burlesque       |                                        |  |
| Get Out and Get Under                   | Hal Roach                        | Harold Lloyd                         | Comédie                 |                                        |  |
| The Girl in Number 29                   | John Ford                        | Frank Mayo, Elinor Fair              | Drame                   |                                        |  |
| The Grinning Granger                    | Leo D. Maloney                   | Hoot Gibson                          | Western                 |                                        |  |
| Hair Trigger Stuff                      | B. Reeves Eason                  | Hoot Gibson                          | Western                 |                                        |  |
| Haunted Spooks                          | Alfred J. Goulding, Hal Roach    | Harold Lloyd                         | Comédie                 |                                        |  |
| Held Up for the Makin's                 | B. Reeves Eason                  | Hoot Gibson                          | Western                 |                                        |  |
| High and Dizzy                          | Hal Roach                        | Harold Lloyd                         | Comédie                 |                                        |  |
| His Nose in the Book                    | B. Reeves Eason                  | Hoot Gibson                          | Western                 |                                        |  |
| His Royal Slyness                       |                                  | Harold Lloyd                         |                         |                                        |  |
| L'Homme au couteau (The Jack-Knife Man) | King Vidor                       | F. A. Turner, Harry Todd             | Drame                   |                                        |  |
| Huckleberry Finn                        | William Desmond Taylor           | Wallace Beery                        |                         |                                        |  |
| If I Were King                          | J. Gordon Edwards                | William Farnum, Betty Ross Clarke    | Drame                   |                                        |  |
| 'In Wrong' Wright                       | Albert Russell                   | Hoot Gibson                          | Western                 |                                        |  |
| The Jay Bird                            | Phil Rosen                       | Hoot Gibson                          | Western                 |                                        |  |
| Judy of Rogue's Harbor                  | William Desmond Taylor           | Mary Miles Minter, Charles Meredith  | Drame                   |                                        |  |
| Lady Rose's Daughter                    | Hugh Ford                        | Elsie Ferguson, David Powell         |                         |                                        |  |
| The Last of the Mohicans                | Clarence Brown, Maurice Tourneur | Wallace Beery                        | Film d'aventure         |                                        |  |
| The Leopard woman                       | Wesley Ruggles                   | Louise Glaum, House Peters           | Aventure, film d'amour  | Long métrage                           |  |
| Love, Honor, and Behave                 | F. Richard Jones, Erle C. Kenton | Charles Murray                       |                         |                                        |  |
| Madame X                                | Frank Lloyd                      | Pauline Frederick                    |                         |                                        |  |
| The Man with the Punch                  | Edward Laemmle                   | Hoot Gibson                          |                         |                                        |  |
| The Mark of Zorro                       | Fred Niblo                       | Douglas Fairbanks                    | Film de cape et d'épée  |                                        |  |
| Masked                                  |                                  | Hoot Gibson                          |                         |                                        |  |
| The Mollycoddle                         | Victor Fleming                   | Douglas Fairbanks, Wallace Beery     |                         |                                        |  |
| Neighbors                               | Edward F. Cline, Buster Keaton   | Buster Keaton                        | Comédie burlesque       |                                        |  |
| Nomads of the North                     | David Hartford                   | Betty Blythe, Lon Chaney             | Drame policier          |                                        |  |
| Now or Never                            | Hal Roach, Fred C. Newmeyer      | Harold Lloyd                         | Comédie                 |                                        |  |
| Number, Please?                         | Fred C. Newmeyer, Hal Roach      | Harold Lloyd                         | Comédie                 |                                        |  |
| Old Lady 31                             | John Ince                        | Emma Dunn, Henry Harmon              |                         |                                        |  |
| One Law for All                         |                                  | Hoot Gibson                          | Western                 |                                        |  |
| One Week                                | Edward F. Cline, Buster Keaton   | Buster Keaton                        | Comédie                 |                                        |  |
| Outside the Law                         | Tod Browning                     | Priscilla Dean, Wheeler Oakman       | Film policier, thriller |                                        |  |
| Over the Hill to the Poorhouse          | Harry Millarde                   | Mary Carr                            | Drame                   |                                        |  |
| The Penalty                             | Wallace Worsley                  | Lon Chaney                           | Crime                   |                                        |  |
| Pollyanna                               | Paul Powell                      | Howard Ralston                       | Drame                   |                                        |  |
| The Rattler's Hiss                      |                                  | Hoot Gibson                          |                         |                                        |  |
| Rêve et Réalité                         | John Francis Dillon              | Mary Pickford, Albert Austin         |                         |                                        |  |
| Roarin' Dan                             | Phil Rosen                       | Hoot Gibson                          | Western                 |                                        |  |
| Romance                                 | Chester Withey                   | Doris Keane, Basil Sydney            | Film d'amour            |                                        |  |
| The Round-Up                            | George Melford                   | Fatty Arbuckle                       |                         | Buster Keaton dans un rôle non crédité |  |
| Runnin' Straight                        |                                  | Hoot Gibson                          |                         |                                        |  |
| The Saphead                             | Herbert Blaché                   | Buster Keaton                        | Comédie                 |                                        |  |
| The Scarecrow                           | Edward F. Cline, Buster Keaton   | Buster Keaton                        | Comédie                 |                                        |  |
| Sex                                     | Fred Niblo                       | Louise Glaum, Irving Cummings        | Drame                   |                                        |  |
| The Sheriff's Oath                      |                                  | Hoot Gibson                          |                         |                                        |  |
| Shipwrecked Among Cannibals             | William F. Adler                 |                                      | Film documentaire       |                                        |  |
| The Shootin' Fool                       | Hoot Gibson                      | Hoot Gibson                          | Western                 |                                        |  |
| The Shootin' Kid                        |                                  | Hoot Gibson                          |                         |                                        |  |
| The Skywayman                           |                                  |                                      |                         |                                        |  |
| The Smilin' Kid                         |                                  | Hoot Gibson                          |                         |                                        |  |
| Something to Think About                | Cecil B. DeMille                 | Elliott Dexter, Gloria Swanson       | Drame                   |                                        |  |
| Stolen Moments                          | James Vincent                    | Rudolph Valentino, Marguerite Namara | Drame                   |                                        |  |
| The Stranger                            |                                  | Hoot Gibson                          |                         |                                        |  |
| Superstition                            |                                  | Hoot Gibson                          |                         |                                        |  |
| Thieves' Clothes                        |                                  | Hoot Gibson                          |                         |                                        |  |
| Tipped Off (en)                         | Albert Russell                   | Hoot Gibson                          |                         |                                        |  |
| The Trail of the Hound                  |                                  | Hoot Gibson                          |                         |                                        |  |
| Treasure Island                         | Maurice Tourneur                 | Lon Chaney, Shirley Mason            | Aventure                |                                        |  |
| The Two-Fisted Lover                    |                                  | Hoot Gibson                          |                         |                                        |  |
| Two Weeks                               | Sidney Franklin                  | Constance Talmadge, Conway Tearle    | Comédie dramatique      |                                        |  |
| The Virgin of Stamboul                  | Tod Browning                     | Priscilla Dean, Wallace Beery        | Drame                   |                                        |  |
| Way Down East                           | D. W. Griffith                   | Lillian Gish                         | Drame                   |                                        |  |
| Why Change Your Wife?                   | Cecil B. DeMille                 | Gloria Swanson                       |                         |                                        |  |
| West Is Best                            |                                  | Hoot Gibson                          |                         |                                        |  |
| Within Our Gates                        | Oscar Micheaux                   | Evelyn Preer                         | Drame                   |                                        |  |
| Wolf Tracks (en)                        | Mack V. Wright                   | Hoot Gibson                          |                         |                                        |  |